# Roi du Lupin
Roi du Lupin, född 11 oktober 2005, är en fransk varmblodig travhäst som tränades av Jean-Paul Marmion och kördes av Anthony Barrier.
Han tävlade under åren 2008-2015. Han sprang under sin karriär in 2,2 miljoner euro på 95 starter, varav 29 segrar, 21 andraplatser och 13 tredjeplatser. Karriärens största seger kom i Grand Prix de Wallonie (2014).
Han segrade även i Grand Prix Angers Loire Metropole (2011), Prix Cornelia (2011), Prix Guillaume de Bellaigue (2011), Prix Camille Lepecq (2011, 2012), Prix Georges Dreux (2011), Prix Paul Buquet (2011), Prix Jules Lemonnier (2011), Prix du Calvados (2012), Prix de Brest (2012), Prix Jacques Andrieu (2012), Prix Henri Desmontils (2012), Prix de Londres (2012), Grand Prix du Sud-Ouest (2012), Prix des Ducs de Normandie (2014, 2015), Grand Prix Federation Regionale du Nord (2015).
Han har även kommit på andraplats i Prix Reynolds (2011), Prix Auguste Francois (2011), Prix Théophile Lallouet (2012), Critérium de vitesse de Basse-Normandie (2012, 2014), Prix Guillaume de Bellaigue (2012), Grand Prix Anjou-Maine (2012), Prix Jules Lemonnier (2012), Prix du Calvados (2013), Grand Prix du Departement des Alpes-Maritimes (2014), Grand Prix Federation Regionale du Nord (2014), Grand Prix du Sud-Ouest (2014, 2015) och på tredjeplats i Prix Maurice de Folleville (2012), Prix de l'Union Européenne (2014), Prix Kerjacques (2014) och Prix d'Été (2014).

## Statistik
| Statistik för Roi du Lupin (Ref.) | Statistik för Roi du Lupin (Ref.) | Statistik för Roi du Lupin (Ref.) | Statistik för Roi du Lupin (Ref.) | Statistik för Roi du Lupin (Ref.) | Statistik för Roi du Lupin (Ref.) |
| --------------------------------- | --------------------------------- | --------------------------------- | --------------------------------- | --------------------------------- | --------------------------------- |
| Starter                           | Placeringar                       | Startprissumma                    | Segerprocent                      | Platsprocent                      | Rekord                            |
| 95                                | 29-21-13                          | 2 200 345 euro                    | 31 %                              | 66 %                              | 1.10,1ak,                         |

### Större segrar
| År   | Lopp                        | Kusk               | Vinstbelopp | Grupp   |
| ---- | --------------------------- | ------------------ | ----------- | ------- |
| 2011 | Prix Guillaume de Bellaigue | Anthony Barrier    | 60 000 EUR  | Grupp 3 |
| 2011 | Prix Camille Lepecq         | Anthony Barrier    | 60 000 EUR  | Grupp 2 |
| 2011 | Prix Georges Dreux          | Anthony Barrier    | 50 000 EUR  | Grupp 3 |
| 2011 | Prix Paul Buquet            | Anthony Barrier    | 60 000 EUR  | Grupp 2 |
| 2011 | Prix Jules Lemonnier        | Anthony Barrier    | 60 000 EUR  | Grupp 2 |
| 2012 | Prix du Calvados            | Anthony Barrier    | 75 000 EUR  | Grupp 2 |
| 2012 | Prix de Brest               | Anthony Barrier    | 55 000 EUR  | Grupp 3 |
| 2012 | Prix Jacques Andrieu        | Antoine Wiels      | 60 000 EUR  | Grupp 2 |
| 2012 | Prix Henri Desmontils       | Anthony Barrier    | 60 000 EUR  | Grupp 2 |
| 2012 | Prix de Londres             | Anthony Barrier    | 60 000 EUR  | Grupp 2 |
| 2012 | Prix Camille Lepecq         | Antoine Wiels      | 60 000 EUR  | Grupp 2 |
| 2012 | Grand Prix du Sud-Ouest     | Anthony Barrier    | 90 000 EUR  | Grupp 2 |
| 2014 | Prix des Ducs de Normandie  | Jean-Michel Bazire | 67 500 EUR  | Grupp 2 |
| 2014 | Grand Prix de Wallonie      | Anthony Barrier    | 75 000 EUR  | Grupp 1 |
| 2015 | Prix des Ducs de Normandie  | Jean-Michel Bazire | 67 500 EUR  | Grupp 2 |